# Colinas (Rio Grande do Sul)
Colinas is een gemeente in de Braziliaanse deelstaat Rio Grande do Sul. De gemeente telt 2.470 inwoners (schatting 2009).

## Aangrenzende gemeenten
De gemeente grenst aan Arroio do Meio, Estrela, Imigrante, Roca Sales en Teutônia.